# Atopisches Säuglingsekzem

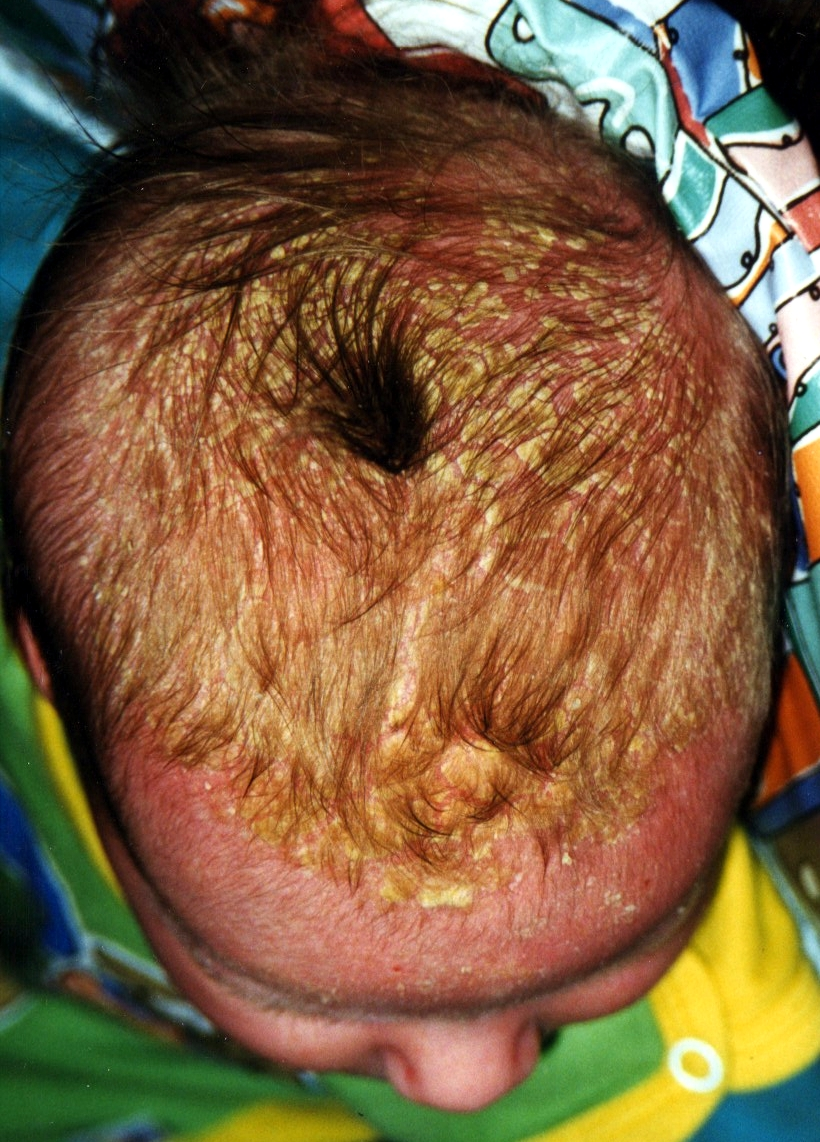
Milchschorf bei einem zwei Monate alten Säugling

Das Atopische Säuglingsekzem, auch Atopischer Milchschorf, Endogener Milchschorf oder umgangssprachlich uneindeutig Milchschorf ist eine Ausprägung des Atopischen Ekzems im Säuglingsalter mit einem entzündlichen, stark juckenden Ausschlag an Kopf und Gesicht mit eingetrockneten Krusten.
Der Begriff Milchschorf steht für die die Ähnlichkeit der Hautveränderungen mit „im Topf angebrannt-verkrusteter Milch“ zurück und wird uneinheitlich für verschiedene Arten von Säuglingsekzemen verwendet: Der Atopische Milchschorf ist typisch für das erste Auftreten des Atopischen Ekzems (Neurodermitis) und muss vom Seborrhoischen Säuglingsekzem, einer meist harmlosen Hautveränderung, unterschieden werden.

## Symptome und Verlauf
Das atopische Ekzem des Säuglingsalters erscheint typischerweise nach dem ersten bis dritten Lebensmonat. Es zeigt Anzeichen einer akuten Dermatitis. Es beginnt meist an Wangen und Scheitel und führt dann häufig zu symmetrischen Herden an Gesicht und Kopfhaut mit gelblichen, krustigen Schuppen (umgangssprachlich „Milchschorf“). In Folge können die Symptome auch an Rumpf und Extremitäten auftreten.
Diese exsudativen Hautveränderungen bleiben meist einige Monate oder bis zu zwei Jahre lang bestehen. Im weiteren Verlauf heilt das Atopische Säuglingsekzem oft ab, kann aber auch weiter als Atopisches Ekzem im Kindesalter und darüber hinaus weiterbestehen.

## Differenzialdiagnose
Das Atopische Säuglingsekzem hat äußerliche Ähnlichkeit mit dem Seborrhoischen Säuglingsekzem. Beide werden umgangssprachlich als Milchschorf bezeichnet, häufig miteinander verwechselt und nicht nur von Laien oftmals gleichgesetzt. Beide Hautveränderungen sind zwar typische Säuglingsekzeme (Eccema infantum), ihnen liegen aber grundsätzlich verschiedene Erkrankungen zugrunde: Der Atopische Milchschorf ist die Erstmanifestation eines atopischen Ekzems, der Seborrhoische Milchschorf Kopfgneis hingegen ist Ausdruck eines seborrhoischen Ekzems vom Typ I (Infantiles seborrhoisches Ekzem) als Folge einer übermäßigen Talgproduktion.

## Historische Quellen
- Caroli Strack: De crusta lactea infantum ejuisdem specifico remedio. Frankfurt am Main 1779 (Digitalisat).
- Caroli Strack: Von dem Milchschorf der Kinder und einem specifischen Mittel darwider. Weimar 1788 (Digitalisat).